# Allium furkatii
Allium furkatii är en enhjärtbladiga växtart som beskrevs av Reinhard M. Fritsch. Allium furkatii ingår i släktet lökar, och familjen amaryllisväxter.
Artens utbredningsområde är Uzbekistan. Inga underarter finns listade i Catalogue of Life.